# Саумалколь (озеро, Северо-Казахстанская область)
Саумалко́ль (каз. Саумалкөл) — бессточное солёное озеро в Айыртауском районе Северо-Казахстанской области Казахстана. Расположено на высоте 277,5 м над уровнем моря. Площадь — 24,3 км², длина — 8,2 км, ширина — 4,5 км. Средняя глубина — 4,1 м. Длина береговой линии — 22,3 км. В озеро впадает 4 небольших реки. На северо-западном берегу озера находится село Саумалколь, на восточном — село Красногорка.